# NX Большой Медведицы
NX Большой Медведицы (лат. NX Ursae Majoris) — одиночная переменная звезда в созвездии Большой Медведицы на расстоянии (вычисленном из значения параллакса) приблизительно 37403 световых лет (около 11468 парсеков) от Солнца. Видимая звёздная величина звезды — от +15,4m до +14,2m.

## Характеристики
NX Большой Медведицы — бело-голубая пульсирующая переменная звезда типа RR Лиры (RRAB) спектрального класса BA.